# Wallfahrtskapelle Maria Oberndorf

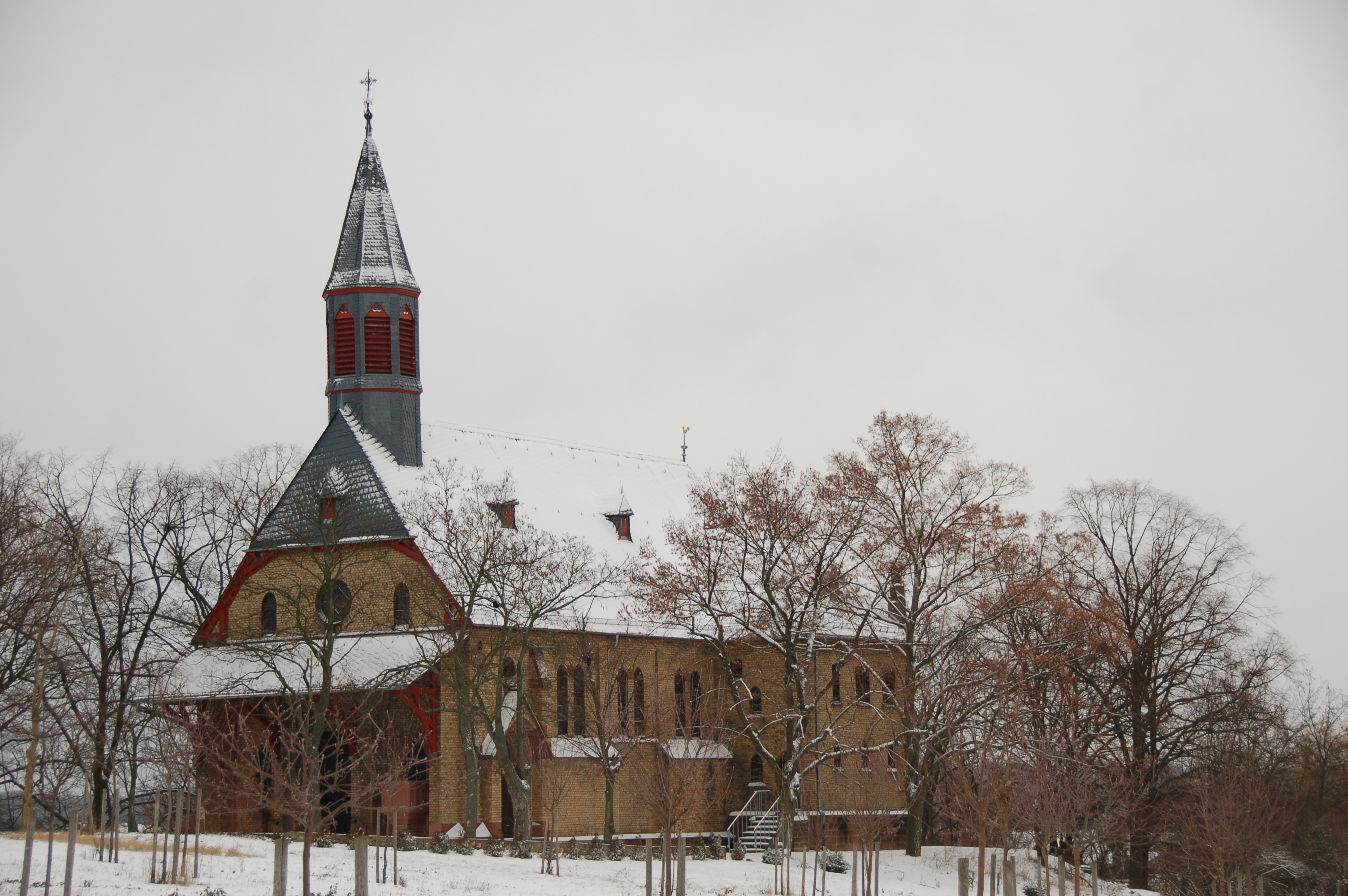
Wallfahrtskapelle Maria Oberndorf

Die Wallfahrtskapelle Maria Oberndorf ist eine Kapelle in Bodenheim, einer Ortsgemeinde im Landkreis Mainz-Bingen in Rheinland-Pfalz. Sie gehört zur Pfarrei St. Alban Bodenheim.
Während der Sommersaison, von Mai bis September, finden regelmäßig Andachten und Messen statt. Dazu ist die Kapelle auch sehr beliebt bei Hochzeitspaaren für eine Trauung.
Am Sonntag nach dem Fest Mariä Heimsuchung (2. Juli) begeht die Bodenheimer Gemeinde jährlich ihre Wallfahrt zur Kapelle.

## Lage der Kapelle
Die Kapelle liegt am südlichen Ortsende in Richtung Nackenheim. Unterhalb der Kapelle befindet sich seit 2003 die katholische Kindertagesstätte St. Alban Bodenheim.

## Geschichte der Kapelle
Erstmals wurde 1271 eine Kapelle in einer Urkunde erwähnt. Ab dem Jahr 1276 wurde ein Priester als Kaplan eingesetzt, um, zu Ehren der Mutter Gottes in Oberndorf, Messen zu feiern. Während des Dreißigjährigen Krieges wurde die Kapelle verwüstet und verfiel. Ab dem Jahr 1739 wurde die Kapelle renoviert, zu Ehren der Mutter Gottes wurden neue Seitenaltäre aufgestellt. Ein Eremit aus einem Mainzer Kloster übernahm die Aufsicht und Betreuung der Kapelle. Er wohnte in einem Raum über der Sakristei.
1742 wurde die Kapelle benefiziert (gesegnet) und 1747 wurde sie von Weihbischof Christoph Nebel konsekriert. Am zweiten Sonntag im Oktober jeden Jahres wurde die Wallfahrt gefeiert. 1794 fand die letzte Wallfahrt statt. Französische Truppen zerstörten die Kapelle bis auf die Grundmauern. Rechtzeitig gesichert wurden das Gnadenbild, der Altaraufsatz und die Paramente der Kapelle. Die jährliche Wallfahrt fand in der Pfarrkirche St. Alban statt, noch bis 1815 versammelten sich die Gläubigen vor den Ruinen der Kapelle zum Rosenkranzgebet.
Ab dem Jahr 1860 begann Pfarrer und Dekan Anton Schmelzer, Gelder für einen erneuten Wiederaufbau der Kapelle einzusammeln, ganz dem Wunsche von Bischof Emmanuel von Ketteler entsprechend. 1887 gründete sich ein Kapellenverein; im Winter. 1888/89 wurde mit den Erdarbeiten begonnen und am 12. Mai 1889 wurde der Grundstein gelegt. In der eingemauerten Urkunde wurden die Spendenbereitschaft, aber auch die unentgeltlichen Leistungen von Fuhrleuten aus Nackenheim, Gau-Bischofsheim und Lörzweiler erwähnt.
1890 erhielt die Kapelle zwei Glocken: Glocke 1 (Gewicht 350 kg) war der Mutter Gottes gewidmet und Glocke 2 (Gewicht 219 kg) war dem Hl. Josef gewidmet. 1891 wurde die wiedererrichtete Kapelle von Bischof Paul Leopold Haffner eingeweiht. Während des Ersten Weltkriegs wurden die beiden Glocken als kriegswichtiges Material abgegeben und eingeschmolzen. Die beiden Ersatzglocken, über die wenig bekannt ist, erlitten im Zweiten Weltkrieg 1942 das gleiche Schicksal.
Im Jahr 1962 wurden unter Pfarrer Wirtz größere Renovierungen vorgenommen, durch Rissbildungen an den Wänden und Absenkung der Mauern musste aber eine erneute Stabilisierung vorgenommen werden. 1999 gründete sich der Förderverein zur Erhaltung der Kapelle Maria Oberndorf, sammelte Gelder zum Erhalt und durch das Einbringen von Pfählen bis zu 17 m in die Tiefe wurde das Fundament gestärkt und die Kapelle auf einen stabilen, sicheren Grund gestellt.
2003 wurde die erste Wallfahrt nach dieser Grundsicherung wieder an der Kapelle gefeiert.

## Glocken der Kapelle
Die heutige Kapelle besitzt zwei Glocken. Diese wurden 1976 von der Station der Bühler Schwestern in Mannheim erworben
- Glocke 1: gewidmet dem Hl. Judas Thaddäus => gegossen bei Glockengießerei Bachem in Karlsruhe (Gewicht nicht bekannt)
- Glocke 2: gewidmet der Hl. Hildegard => gegossen 1951 bei Glockengießerei Schilling in Heidelberg (Gewicht 154,5 kg)

## Läuteordnung der Kapelle
Die Kapelle läutet täglich um 12.00 und 18.00 Uhr zum Angelus-Gebet.